# Vlk z Wall Street
Vlk z Wall Street je v první řadě kriminální thriller, ale i americká černá komedie z roku 2013 režírovaná Martinem Scorsesem, založená na stejnojmenných pamětech Jordana Belforta. Film je o jeho pohledu na kariéru makléře v New Yorku a na to, jak se jeho firma Stratton Oakmont zapojila do nekontrolovatelné korupce a podvodů na Wall Street, což nakonec vedlo k jeho pádu. Leonardo DiCaprio, který byl také producentem filmu, ztvárňuje Jordana v hlavní roli, jeho obchodním partnerem a přítelem je Jonah Hill jako Donnie Azoff, Margot Robbie ztvárnila roli jeho manželky Naomi Lapaglia a Kyle Chandler je zde jako agent FBI Patrick Denham, který se snaží Belforta zničit.
Premiéra byla dne 17. prosince 2013 v New Yorku a ve Spojených státech byl film vypuštěn 25. prosince 2013 prostřednictvím Paramount Pictures. Byl to také první film zveřejněný za pomocí digitální distribuce.
Film vzbudil rozruch ohledně jeho morálně nejednoznačného zobrazení událostí, explicitního sexuálního obsahu, extrémních vulgárních výrazů, zobrazení užívání tvrdých drog a využívání zvířat během natáčení. Získal také zápis v Guinnessově knize rekordů za největší počet nadávek ve filmu.

## Děj filmu
V roce 1987 získal Jordan Belfort práci na pozici obchodníka s cennými papíry na Wall Street ve firmě L.F.Rothschild a pracoval pod Markem Hannou. Rychle se nechá nalákat na životní styl obchodníka plný sexu a drog a udrží si myšlenku, že jediným cílem makléře je vydělat si peníze pro sebe. Po černém pondělí přijde o práci a zaměří se na makléřskou firmu v kotelně na Long Islandu, která se specializuje na akcie penny stock. Díky své asertivitě a vysokým provizím si Jordan vydělá menší jmění.
Spřátelí se se svým sousedem Donniem Azoffem a oba si založí vlastní společnost. Zaměstnají několik Jordanových přátel, které on sám trénuje v umění prodeje. Jeho taktika a obchodní chování do značné míry přispívají k úspěchu v prodeji. Především to spočívá v nafouknutí ceny akcie jejím nadhodnocením a pozitivními recenzemi a poté po prodeji cena papíru nesmírně poklesne. Těm, kteří byli podvedeni k nákupu za nadsazenou cenu, poté zbydou akcie, které najednou stojí mnohem méně než to, co za ně zaplatili. Aby tento podfuk zamaskoval, pojmenoval v roce 1989 firmu úctyhodně znějícím jménem Stratton Oakmont.
Po jeho odhalení v časopisu Forbes se do jeho společnosti nahrnuly stovky ambiciózních mladých makléřů. Jordan se stal nesmírně úspěšným a vklouznul do dekadentního životního stylu prostitutek a drog. Má poměr se ženou jménem Naomi Lapaglia a když to jeho žena zjistí, rozvede se s ní a vezme si v roce 1991 Naomi. Mezitím začnou jeho firmu vyšetřovat FBI a Komise pro kontrolu cenných papírů.
V roce 1993 Jordan nelegálně vydělal 22 milionů dolarů během tří hodin po zajištění první veřejné nabídce akcií od firmy Steve Madden. Tím se jeho firma i on sám dostává pod ještě větší drobnohled FBI. Aby skryl své peníze, otevře švýcarský bankovní účet u zkorumpovaného bankéře Jeana-Jacquese Saurela na jméno Naomiiny tety Emmy, která je britské národnosti, a je tedy mimo dosah amerických úřadů. K pašování hotovosti do Švýcarska používá manželku a rodinné příslušníky svého přítele Brada Bodnicka, kteří mají evropské pasy.
Donnie a Brad se dostanou do veřejné rvačky. Donnie stihne utéct, ale Brad je zatčen, ale neřekne policii ani slovo o Donniem nebo Jordanovi. Jordan se od svého soukromého detektiva dozví, že FBI odposlouchává jeho telefony. V obavě o svého syna mu Jordanův otec radí, aby opustil svou firmu Stratton Oakmont a nějakou dobu se ukrýval, zatímco Jordanův právník vyjednává dohodu, která by mu zabránila jít do vězení. Jordan však nedokáže přestat a sám sebe přesvědčí, aby zůstal uprostřed jeho závěrečné řeči. V roce 1996 jsou Jordan, Donnie a jejich manželky na jachtě v Itálii, když se dozvědí, že teta Emma zemřela na infarkt. Jordan se rozhodne okamžitě vycestovat do Švýcarska za účelem vypořádání bankovního účtu. Aby obešel hraniční kontroly, nařídí svému kapitánovi jachty, aby odplul do Monaka, ale loď se převrhne v bouři. Po jejich záchraně jim pošlou letadlo, aby je přemístilo do Ženevy, jenže letadlo vybuchne když do motoru vletí racek. Jordan to bere jako znamení od Boha a rozhodne se přestat brát drogy pít alkohol.
O dva roky později zatkla FBI Jordana, když ho udá bankéře Saurela při jeho vlastním zatčení na Floridě. Vzhledem k tomu, že důkazy proti němu jsou ohromující, Jordan souhlasí, že shromáždí důkazy o svých spolupracovnících výměnou za zmírnění trestu. Doma řekne Naomi Jordanovi, že se s ním rozvádí a chce mít plnou péči o jejich dceru a syna. V impulzivním záchvatu vzteku poháněném kokainem se Jordan pokusí odjet se svou dcerou pryč a na příjezdové cestě havaruje s autem. Později nosí Jordan do práce skrytý mikrofon, ale předá Donniemu dopis a varuje ho. FBI to zjistí, zatkne Jordana a zavře firmu Stratton Oakmont. Navzdory porušení dohody dostal Jordan za své svědectví snížený trest na 36 měsíců ve vězení s minimálním ostrahou a je propuštěn po 22 měsících. Po jeho propuštění se živí pořádáním seminářů o technice prodeje.

## Obsazení
| Leonardo DiCaprio      | Jordan Belfort                          |
| Jonah Hill             | Donnie Azoff                            |
| Margot Robbie          | Naomi Lapaglia                          |
| Matthew McConaughey    | Mark Hanna                              |
| Kyle Chandler          | Patrick Denham                          |
| Rob Reiner             | Max Belfort                             |
| Jon Bernthal           | Brad Bodnick                            |
| Jon Favreau            | Manny Riskin                            |
| Jean Dujardin          | Jean-Jacques Saurel                     |
| Joanna Lumley          | teta Emma                               |
| Cristin Miliotiová     | Teresa Petrillo                         |
| Christine Ebersole     | Leah Belfort                            |
| Shea Whigham           | kapitán Ted Beecham                     |
| Katarina Čas           | Chantalle Bodnick                       |
| P. J. Byrne            | Nicky „Lumpík“ Koskoff                  |
| Kenneth Choi           | Chester Ming                            |
| Brian Sacca            | Robbie „Pinhead“ Feinberg               |
| Henry Zebrowski        | Alden „Mořská vydra“ Kupferberg         |
| Ethan Suplee           | Toby Welch                              |
| Barry Rothbart         | Peter Diblasio                          |
| Jake Hoffman           | Steve Madden                            |
| Mackenzie Meehan       | Hildy Azoff                             |
| Spike Jonze            | Dwayne                                  |
| Bo Dietl               | on sám                                  |
| Jon Spinogatti         | Nicholas                                |
| Aya Cash               | Janet                                   |
| Rizwan Manji           | Kalil                                   |
| Stephanie Kurtzuba     | Kimmie Belzer                           |
| J. C. MacKenzie        | Lucas Solomon                           |
| Ashlie Atkinson        | Rochelle Applebaum                      |
| Stephen Kunken         | Jerry Fogel                             |
| Edward Herrmann        | reklamní komentátor Stratton Oakmont    |
| Jordan Belfort         | prokurátor                              |
| Ted Griffin            | agent Hughes                            |
| Fran Lebowitz          | soudkyně Samantha Stogel                |
| Robert Clohessy        | Nolan Drager                            |
| Natasha Newman Thomas  | Danielle Harrison                       |
| Sandra Nelson          | Aliyah Farran                           |
| Welker White           | servírka                                |
| Aaron Lazar            | Blair Hollingsworth                     |
| Steve Witting          | advokát Komise pro burzy a cenné papíry |
| Donnie Keshawarz       | makléř na Stratton Oakmont              |
| Chris Riggi            | nezvaný host                            |
| Sharon Jones           | zpěvačka na svatbě                      |
| Zineb Oukach           | hosteska                                |
| Ashley Springer        | žadatelka o práci                       |
| Peter Youngblood Hills | divák                                   |

## Soundtrack

### Seznam skladeb
| Pořadí         | Název                                              | Autor                        | Délka |
| -------------- | -------------------------------------------------- | ---------------------------- | ----- |
| 1.             | Mercy, Mercy, Mercy                                | Cannonball Adderley          | 5:11  |
| 2.             | Dust My Broom                                      | Elmore James                 | 2:53  |
| 3.             | Bang! Bang!                                        | Joe Cuba                     | 4:06  |
| 4.             | Movin' Out (Anthony's Song)                        | Billy Joel                   | 3:29  |
| 5.             | C'est si bon                                       | Eartha Kitt                  | 2:58  |
| 6.             | Goldfinger                                         | Sharon Jones & The Dap-Kings | 2:30  |
| 7.             | Pretty Thing                                       | Bo Diddley                   | 2:49  |
| 8.             | Moonlight in Vermont (Live at the Pershing Longue) | Ahmad Jamal                  | 3:10  |
| 9.             | Smokestack Lightning                               | Howlin' Wolf                 | 3:07  |
| 10.            | Hey Leroy, Your Mama's Callin' You                 | The Jimmy Castor Bunch       | 2:26  |
| 11.            | Double Dutch                                       | Malcolm McLaren              | 3:56  |
| 12.            | Never Say Never                                    | Romeo Void                   | 5:54  |
| 13.            | Meth Lab Zoso Sticker                              | 7horse                       | 3:42  |
| 14.            | Road Runner                                        | Bo Diddley                   | 2:46  |
| 15.            | Mrs. Robinson                                      | The Lemonheads               | 3:44  |
| 16.            | Cast Your Fate to the Wind                         | Allen Toussaint              | 3:19  |
| Celková délka: | Celková délka:                                     | Celková délka:               | 56:30 |

## Odezvy
Film vydělal 116,9 milionů dolarů v Severní Americe a 275,1 milionů dolarů v ostatních oblastech, celkově tak vydělal 392 milionů dolarů po celém světě, čímž se stal se nejlépe vydělávajícím filmem režiséra Scorsese.  Rozpočet filmu činil 110 milionů dolarů. Za první víkend docílil páté nejvyšší návštěvnosti, kdy vydělal 18,4 milionů dolarů.
Film získal pozitivní kritiku. Na recenzní stránce Rotten Tomatoes získal z 255 započtených recenzí 77 procent s průměrným ratingem 7,7 bodů z deseti. Na serveru Metacritic snímek získal z 47 recenzí 75 bodů ze sta. Na Česko-Slovenské filmové databázi snímek získal 83 % a drží si 58. místo v žebříčku nejoblíbenějších filmů.